# NGC 1550
NGC 1550 (również NGC 1551, PGC 14880 lub UGCA 3012) – galaktyka soczewkowata (SA0^-(s)?), znajdująca się w gwiazdozbiorze Byka.
Odkrył ją William Herschel 8 października 1785 roku, jednak w swoim katalogu popełnił błąd w pozycji wielkości 1° (w odległości biegunowej). Niezależnie galaktykę odkrył Heinrich Louis d’Arrest 29 grudnia 1861, nie zaobserwował jednak niczego w pozycji podanej przez Herschela. Później domyślił się, że przy założeniu, iż Herschel popełnił błąd wielkości 1°, pozycje podane przez obu astronomów są niemal takie same, czyli obaj obserwowali to samo ciało niebieskie. John Dreyer w swoim New General Catalogue skatalogował obserwację Herschela jako NGC 1551, a d’Arresta jako NGC 1550, z adnotacją, że prawdopodobnie to ten sam obiekt.